# Gran Premio motociclistico di Teruel 2020
Il Gran Premio motociclistico di Teruel 2020 è stato la dodicesima prova su quindici del motomondiale 2020 ed è stato disputato il 25 ottobre sul Motorland Aragón. Le vittorie nelle tre classi sono andate rispettivamente a: Franco Morbidelli in MotoGP, Sam Lowes in Moto2 e Jaume Masiá in Moto3.

## MotoGP
Valentino Rossi non prende parte all'evento in quanto positivo al SARS-CoV-2.

### Arrivati al traguardo
| Pos. | Nº | Pilota            | Squadra                     | Motocicletta       | Giri | Tempo     | Griglia | Punti |
| ---- | -- | ----------------- | --------------------------- | ------------------ | ---- | --------- | ------- | ----- |
| 1º   | 21 | Franco Morbidelli | Petronas Yamaha SRT         | Yamaha YZR-M1      | 23   | 37'44.602 | 2º      | 25    |
| 2º   | 42 | Álex Rins         | Suzuki Ecstar               | Suzuki GSX-RR      | 23   | +2.205    | 3º      | 20    |
| 3º   | 36 | Joan Mir          | Suzuki Ecstar               | Suzuki GSX-RR      | 23   | +5.376    | 12º     | 16    |
| 4º   | 44 | Pol Espargaró     | Red Bull KTM Factory Racing | KTM RC16           | 23   | +10.299   | 9º      | 13    |
| 5º   | 5  | Johann Zarco      | Esponsorama Racing          | Ducati Desmosedici | 23   | +12.915   | 5º      | 11    |
| 6º   | 88 | Miguel Oliveira   | Red Bull KTM Tech 3         | KTM RC16           | 23   | +12.953   | 8º      | 10    |
| 7º   | 12 | Maverick Viñales  | Monster Energy Yamaha       | Yamaha YZR-M1      | 23   | +14.262   | 4º      | 9     |
| 8º   | 20 | Fabio Quartararo  | Petronas Yamaha SRT         | Yamaha YZR-M1      | 23   | +14.720   | 6º      | 8     |
| 9º   | 27 | Iker Lecuona      | Red Bull KTM Tech 3         | KTM RC16           | 23   | +17.177   | 11º     | 7     |
| 10º  | 9  | Danilo Petrucci   | Ducati Team                 | Ducati Desmosedici | 23   | +19.519   | 19º     | 6     |
| 11º  | 35 | Cal Crutchlow     | LCR Honda Castrol           | Honda RC213V       | 23   | +19.708   | 7º      | 5     |
| 12º  | 6  | Stefan Bradl      | Repsol Honda                | Honda RC213V       | 23   | +20.591   | 16º     | 4     |
| 13º  | 4  | Andrea Dovizioso  | Ducati Team                 | Ducati Desmosedici | 23   | +22.222   | 17º     | 3     |
| 14º  | 53 | Esteve Rabat      | Esponsorama Racing          | Ducati Desmosedici | 23   | +26.496   | 20º     | 2     |
| 15º  | 38 | Bradley Smith     | Aprilia Racing Team Gresini | Aprilia RS-GP      | 23   | +31.816   | 21º     | 1     |

### Ritirato
| Nº | Pilota            | Squadra                     | Motocicletta       | Giri | Griglia |
| -- | ----------------- | --------------------------- | ------------------ | ---- | ------- |
| 41 | Aleix Espargaró   | Aprilia Racing Team Gresini | Aprilia RS-GP      | 20   | 13º     |
| 73 | Álex Márquez      | Repsol Honda                | Honda RC213V       | 13   | 10º     |
| 63 | Francesco Bagnaia | Pramac Racing               | Ducati Desmosedici | 5    | 18º     |
| 30 | Takaaki Nakagami  | LCR Honda Idemitsu          | Honda RC213V       | 0    | 1º      |
| 43 | Jack Miller       | Pramac Racing               | Ducati Desmosedici | 0    | 14º     |
| 33 | Brad Binder       | Red Bull KTM Factory Racing | KTM RC16           | 0    | 15º     |

## Moto2
Arón Canet non prende parte all'evento per infortunio e viene sostituito da Xavier Cardelús.

### Arrivati al traguardo
| Pos. | Nº | Pilota                | Squadra                  | Motocicletta | Giri | Tempo     | Griglia | Punti |
| ---- | -- | --------------------- | ------------------------ | ------------ | ---- | --------- | ------- | ----- |
| 1º   | 22 | Sam Lowes             | EG 0,0 Marc VDS          | Kalex        | 21   | 39'27.645 | 1º      | 25    |
| 2º   | 21 | Fabio Di Giannantonio | Lightech Speed Up        | Speed Up     | 21   | +8.425    | 4º      | 20    |
| 3º   | 33 | Enea Bastianini       | Italtrans Racing         | Kalex        | 21   | +10.871   | 6º      | 16    |
| 4º   | 87 | Remy Gardner          | Onexox TKKR SAG          | Kalex        | 21   | +12.657   | 3º      | 13    |
| 5º   | 9  | Jorge Navarro         | Lightech Speed Up        | Speed Up     | 21   | +13.006   | 2º      | 11    |
| 6º   | 88 | Jorge Martín          | Red Bull KTM Ajo         | Kalex        | 21   | +14.766   | 12º     | 10    |
| 7º   | 96 | Jake Dixon            | Petronas Sprinta Racing  | Kalex        | 21   | +16.905   | 7º      | 9     |
| 8º   | 37 | Augusto Fernández     | EG 0,0 Marc VDS          | Kalex        | 21   | +17.027   | 9º      | 8     |
| 9º   | 42 | Marcos Ramírez        | Tennor American Racing   | Kalex        | 21   | +21.888   | 5º      | 7     |
| 10º  | 16 | Joe Roberts           | Tennor American Racing   | Kalex        | 21   | +22.951   | 13º     | 6     |
| 11º  | 10 | Luca Marini           | SKY Racing Team VR46     | Kalex        | 21   | +24.969   | 11º     | 5     |
| 12º  | 97 | Xavi Vierge           | Petronas Sprinta Racing  | Kalex        | 21   | +26.206   | 22º     | 4     |
| 13º  | 55 | Hafizh Syahrin        | Kipin Energy Aspar       | Speed Up     | 21   | +26.317   | 20º     | 3     |
| 14º  | 45 | Tetsuta Nagashima     | Red Bull KTM Ajo         | Kalex        | 21   | +26.685   | 25º     | 2     |
| 15º  | 24 | Simone Corsi          | MV Agusta Forward Racing | MV Agusta F2 | 21   | +26.899   | 24º     | 1     |
| 16º  | 64 | Bo Bendsneyder        | NTS RW Racing GP         | NTS          | 21   | +27.404   | 10º     |       |
| 17º  | 11 | Nicolò Bulega         | Federal Oil Gresini      | Kalex        | 21   | +30.319   | 21º     |       |
| 18º  | 19 | Lorenzo Dalla Porta   | Italtrans Racing         | Kalex        | 21   | +30.707   | 23º     |       |
| 19º  | 35 | Somkiat Chantra       | Idemitsu Honda Team Asia | Kalex        | 21   | +30.980   | 19º     |       |
| 20º  | 23 | Marcel Schrötter      | Liqui Moly Intact GP     | Kalex        | 21   | +31.501   | 16º     |       |
| 21º  | 27 | Andi Farid Izdihar    | Idemitsu Honda Team Asia | Kalex        | 21   | +47.953   | 29º     |       |
| 22º  | 18 | Xavier Cardelús       | Kipin Energy Aspar       | Speed Up     | 21   | +48.375   | 28º     |       |
| 23º  | 74 | Piotr Biesiekirski    | NTS RW Racing GP         | NTS          | 21   | +1:00.394 | 30º     |       |

### Ritirati
| Nº | Pilota                      | Squadra                  | Motocicletta | Giri | Griglia |
| -- | --------------------------- | ------------------------ | ------------ | ---- | ------- |
| 62 | Stefano Manzi               | MV Agusta Forward Racing | MV Agusta F2 | 20   | 18º     |
| 57 | Edgar Pons                  | Federal Oil Gresini      | Kalex        | 19   | 15º     |
| 7  | Lorenzo Baldassarri         | Flexbox HP 40            | Kalex        | 15   | 17º     |
| 40 | Héctor Garzó                | Flexbox HP 40            | Kalex        | 10   | 8º      |
| 72 | Marco Bezzecchi             | SKY Racing Team VR46     | Kalex        | 3    | 14º     |
| 99 | Kasma Daniel Bin Kasmayudin | Onexox TKKR SAG          | Kalex        | 0    | 27º     |
| 12 | Thomas Lüthi                | Liqui Moly Intact GP     | Kalex        | 0    | 26º     |

## Moto3
Riccardo Rossi non prende parte all'evento in quanto positivo al SARS-CoV-2.

### Arrivati al traguardo
| Pos. | Nº | Pilota             | Squadra                       | Motocicletta  | Giri | Tempo     | Griglia | Punti |
| ---- | -- | ------------------ | ----------------------------- | ------------- | ---- | --------- | ------- | ----- |
| 1º   | 5  | Jaume Masiá        | Leopard Racing                | Honda NSF250R | 19   | 37'44.602 | 7º      | 25    |
| 2º   | 71 | Ayumu Sasaki       | Red Bull KTM Tech 3           | KTM RC 250 GP | 19   | +0.051    | 6º      | 20    |
| 3º   | 27 | Kaito Toba         | Red Bull KTM Ajo              | KTM RC 250 GP | 19   | +0.152    | 8º      | 16    |
| 4º   | 75 | Albert Arenas      | Solunion Aspar                | KTM RC 250 GP | 19   | +0.296    | 5º      | 13    |
| 5º   | 13 | Celestino Vietti   | SKY Racing Team VR46          | KTM RC 250 GP | 19   | +0.331    | 3º      | 11    |
| 6º   | 17 | John McPhee        | Petronas Sprinta Racing       | Honda NSF250R | 19   | +0.372    | 17º     | 10    |
| 7º   | 53 | Deniz Öncü         | Red Bull KTM Tech 3           | KTM RC 250 GP | 19   | +0.583    | 18º     | 9     |
| 8º   | 40 | Darryn Binder      | CIP Green Power               | KTM RC 250 GP | 19   | +0.772    | 15º     | 8     |
| 9º   | 79 | Ai Ogura           | Honda Team Asia               | Honda NSF250R | 19   | +0.955    | 10º     | 7     |
| 10º  | 14 | Tony Arbolino      | Rivacold Snipers              | Honda NSF250R | 19   | +2.259    | 2º      | 6     |
| 11º  | 21 | Alonso López       | Sterilgarda Max Racing Team   | Husqvarna     | 19   | +2.489    | 21º     | 5     |
| 12º  | 25 | Raúl Fernández     | Red Bull KTM Ajo              | KTM RC 250 GP | 19   | +2.493    | 1º      | 4     |
| 13º  | 12 | Filip Salač        | Rivacold Snipers              | Honda NSF250R | 19   | +2.520    | 11º     | 3     |
| 14º  | 2  | Gabriel Rodrigo    | Kömmerling Gresini            | Honda NSF250R | 19   | +2.686    | 4º      | 2     |
| 15º  | 52 | Jeremy Alcoba      | Kömmerling Gresini            | Honda NSF250R | 19   | +2.745    | 14º     | 1     |
| 16º  | 7  | Dennis Foggia      | Leopard Racing                | Honda NSF250R | 19   | +2.895    | 12º     |       |
| 17º  | 99 | Carlos Tatay       | Reale Avintia                 | KTM RC 250 GP | 19   | +3.019    | 20º     |       |
| 18º  | 16 | Andrea Migno       | SKY Racing Team VR46          | KTM RC 250 GP | 19   | +3.622    | 26º     |       |
| 19º  | 55 | Romano Fenati      | Sterilgarda Max Racing Team   | Husqvarna     | 19   | +5.448    | 13º     |       |
| 20º  | 82 | Stefano Nepa       | Solunion Aspar                | KTM RC 250 GP | 19   | +5.620    | 16º     |       |
| 21º  | 70 | Barry Baltus       | CarXpert PrüstelGP            | KTM RC 250 GP | 19   | +5.680    | 23º     |       |
| 22º  | 23 | Niccolò Antonelli  | SIC58 Squadra Corse           | Honda NSF250R | 19   | +6.103    | 19º     |       |
| 23º  | 6  | Ryusei Yamanaka    | Estrella Galicia 0,0          | Honda NSF250R | 19   | +16.543   | 25º     |       |
| 24º  | 50 | Jason Dupasquier   | CarXpert PrüstelGP            | KTM RC 250 GP | 19   | +21.606   | 30º     |       |
| 25º  | 92 | Yuki Kunii         | Honda Team Asia               | Honda NSF250R | 19   | +21.716   | 22º     |       |
| 26º  | 9  | Davide Pizzoli     | BOE Skull Rider Facile Energy | KTM RC 250 GP | 19   | +21.812   | 24º     |       |
| 27º  | 89 | Khairul Idham Pawi | Petronas Sprinta Racing       | Honda NSF250R | 19   | +32.799   | 27º     |       |
| 28º  | 73 | Maximilian Kofler  | CIP Green Power               | KTM RC 250 GP | 19   | +33.600   | 29º     |       |

### Ritirati
| Nº | Pilota         | Squadra              | Motocicletta  | Giri | Griglia |
| -- | -------------- | -------------------- | ------------- | ---- | ------- |
| 11 | Sergio García  | Estrella Galicia 0,0 | Honda NSF250R | 18   | 28º     |
| 24 | Tatsuki Suzuki | SIC58 Squadra Corse  | Honda NSF250R | 18   | 9º      |